# Tordenskjold (danskt pansarskepp)
Tordenskjold var ett pansarskepp i den danska marinen. Hon hade det grövsta artilleri som något nordiskt pansarskepp haft. Dock hade den svenska bepansrade monitorn John Ericsson, som togs i tjänst 1865, två slätborrade och mynningsladdade Dahlgren M/65 kanoner med 38 cm kaliber (15-inch) fram till 1881, när de ersattes med två 24 cm kanoner.